# Phantasy Star Generation: 2
 (juillet 2025).
Si vous disposez d'ouvrages ou d'articles de référence ou si vous connaissez des sites web de qualité traitant du thème abordé ici, merci de compléter l'article en donnant les références utiles à sa vérifiabilité et en les liant à la section « Notes et références ».
Phantasy Star Generation: 2 (ファンタシースターgeneration:２, Fantashī Sutā) est un jeu de rôle édité par Sega et développé par 3D Ages. 
Il s'agit d'un remake du second titre de la série Phantasy Star et se trouve être le dix septième titre de la série Sega Ages 2500.

## Système de jeu
Le jeu reprend les bases et le gameplay de Phantasy Star II en y apportant son lot de nouveautés:
- graphismes améliorés[1]
- musiques retravaillées
- certains donjons sont différents, mais pas nécessairement moins difficiles que sur la version Mega Drive
- Le scénario est totalement identique à la version originale, mais contient des dialogues supplémentaires, faisant référence aux événements décrits dans Phantasy Star II: Text Adventure
- Les images présentes lors des cinématiques ont été remplacées par de nouvelles illustrations

Parmi les nouveautés de cette version, nous avons la possibilité de ressusciter Nei à condition de commencer le jeu avec une sauvegarde de Phantasy Star Generation: 1 effectuée après avoir terminé le jeu et de remplir plusieurs conditions comme parler à tel personnage ou trouver tel objet dans un ordre précis.
Depuis l'écran de titre, nous pouvons également basculer sur la version Mega Drive de Phantasy Star II, datant de 1989.

## Packaging
Tout comme Phantasy Star Generation: 1 et les vingt premiers volumes de la série Sega Ages 2500, le jeu est accompagné d'une fiche de jeu comprenant des détails sur l'origine du titre et une interview des développeurs.